# Ingemar Moberger
Gustaf Ingemar Moberger, född 17 november 1924 i Göteborg, död 13 maj 2019 i Halmstad, var en svensk läkare. Han var bror till Gunnar Moberger.
Moberger, som var son till apotekare John Moberger och Signe af Trolle, avlade studentexamen i Göteborg 1944, blev medicine kandidat vid Uppsala universitet 1948 och medicine licentiat där 1953. Han var underläkare vid obstetrisk-gynekologiska avdelningen på Halmstads lasarett 1954–1959, vid kirurgiska avdelningen 1959–1963, vid anestesiavdelningen 1964 och praktiserande kvinnoläkare i Halmstad sedan 1964. Han blev fältläkarstipendiat 1950 och bataljonsläkare i Fältläkarkårens reserv sedan 1954.